# Edna Kalb
Edna Kalb (Amsterdam, 11 oktober 1959) is een Nederlandse stemactrice en -regisseuse.
Kalb studeerde in de jaren tachtig af aan de Kleinkunstacademie te Amsterdam. Bij het afstuderen werd ze bekroond met de Pisuisse-prijs. Daarna stond zij op het toneel in diverse cabaretproducties, onder andere bij Cabaret Boemerang. Kalb is sinds 1982 samen met Fred Meijer, die eveneens stemacteur en -regisseur is.
Inmiddels is Kalb een doorgewinterde stemactrice. Zij verleende haar stem aan talloze reclamespotjes, videogames en tekenfilms, zoals Lab Rats, Maple Town, Calimero, Pokémon (als Agent Jenny), My Little Pony: Vriendschap is betoverend, The Incredibles, Monsters University, Binnestebuiten 2 (als Margie), Star Wars: The Clone Wars en Star Wars: The Bad Batch (als Nala Se), Star Wars: Tales of the Jedi (als Yaddle) en Phineas en Ferb (als de moeder van Phineas en Ferb). Tevens gaf ze haar stem in de film Sune's keuze uit 2019.
Daarnaast is zij, net als haar partner, opgeleid tot reiki-meester. Samen geven zij reiki-behandelingen en -informatieavonden. Zij zijn beiden lid van de internationale Reiki Alliance.